# Leymebambamyrpitta
Leymebambamyrpitta (Grallaricula leymebambae) är en fågelart i familjen myrpittor inom ordningen tättingar.

## Utbredning och systematik
Fågeln förekommer endast i Peru och västra Bolivia. Den behandlades tidigare som underart till rostbandad myrpitta (Grallaricula ferrugineipectus) men urskiljs allt oftare som egen art.

## Status
Internationella naturvårdsunionen IUCN placerar den i hotikategorin livskraftig.

## Namn
Leymebamba är ett distrikt i departementet Amazonas i norra Peru.